# Targhe d'immatricolazione di Barbados

Targa posteriore di una Morris 1300 barbadiana (P=Saint Philip) a Londra nel 1972 con l'ovale internazionale.

Le targhe d'immatricolazione di Barbados vengono emesse per identificare i veicoli immatricolati nel paese caraibico.

## Caratteristiche

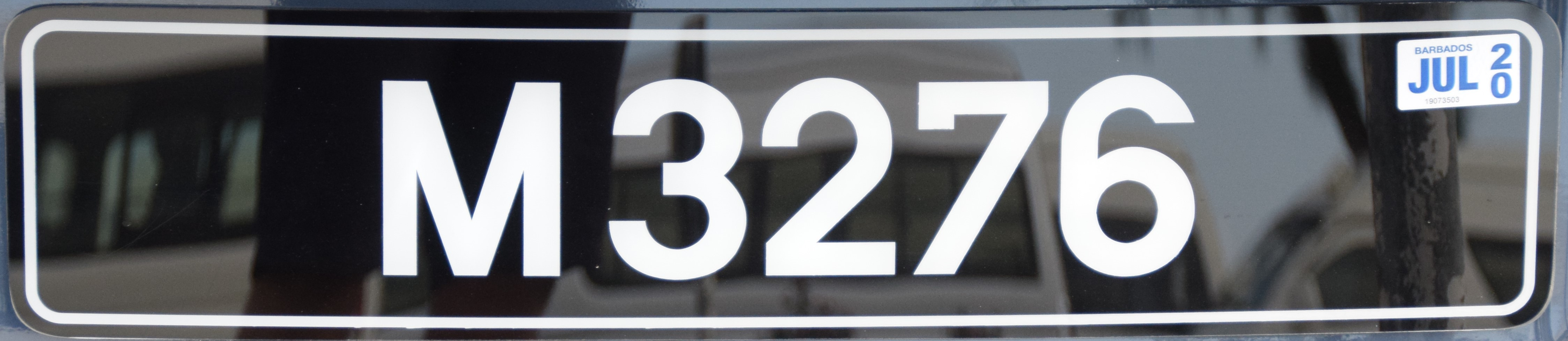
Targa nera del formato attuale emessa nella Parrocchia di Saint Michael (Bridgetown)

Le targhe attualmente emesse, che possono essere disposte su una o due righe, sono di due tipi, utilizzati indistintamente: il primo con i caratteri bianchi o argento su fondo nero, simile, tranne che per il font e piccole modifiche estetiche, a quello usato per le targhe britanniche prima del 1973, il secondo con lettere e numeri neri su fondo bianco (per le targhe anteriori) o giallo (per quelle posteriori), come quello attuale nel Regno Unito. Il bordo esterno delle targhe ordinarie riprende il colore del testo. La combinazione consiste in una lettera (che identifica la parrocchia di immatricolazione) seguita da un numero fino a 4 cifre o, nei casi delle parrocchie più popolose, da un'altra lettera progressiva e un numero di 3 cifre. Il formato standard è quello europeo (520 x 110 mm), anche se non esiste una misura legale specifica, per cui non è raro trovare targhe di altre forme e dimensioni. Poiché su di esse non appare il nome dello Stato né un codice identificativo, in caso di circolazione oltrefrontiera sul retro del veicolo deve essere incollato l'adesivo ovale con la sigla internazionale BDS.

### Identificatori della località
| Prima lettera | Parrocchia di immatricolazione |
| ------------- | ------------------------------ |
| A             | Saint Andrew                   |
| E             | Saint Peter                    |
| G             | Saint George                   |
| J             | Saint John                     |
| L             | Saint Lucy                     |
| M             | Saint Michael                  |
| O             | Saint Joseph                   |
| P             | Saint Philip                   |
| S             | Saint James                    |
| T             | Saint Thomas                   |
| X             | Christ Church                  |

### Varianti

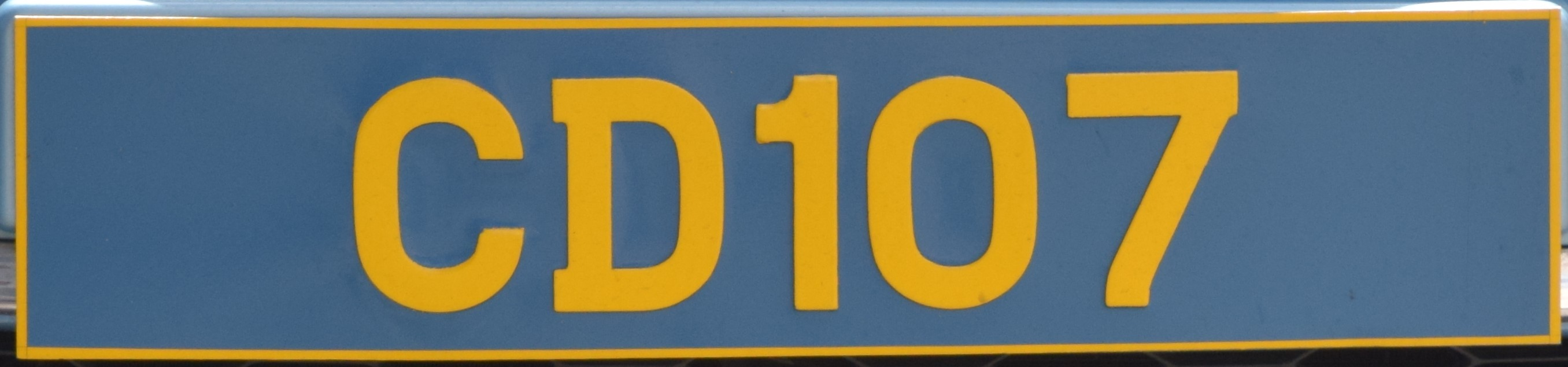
Targa diplomatica

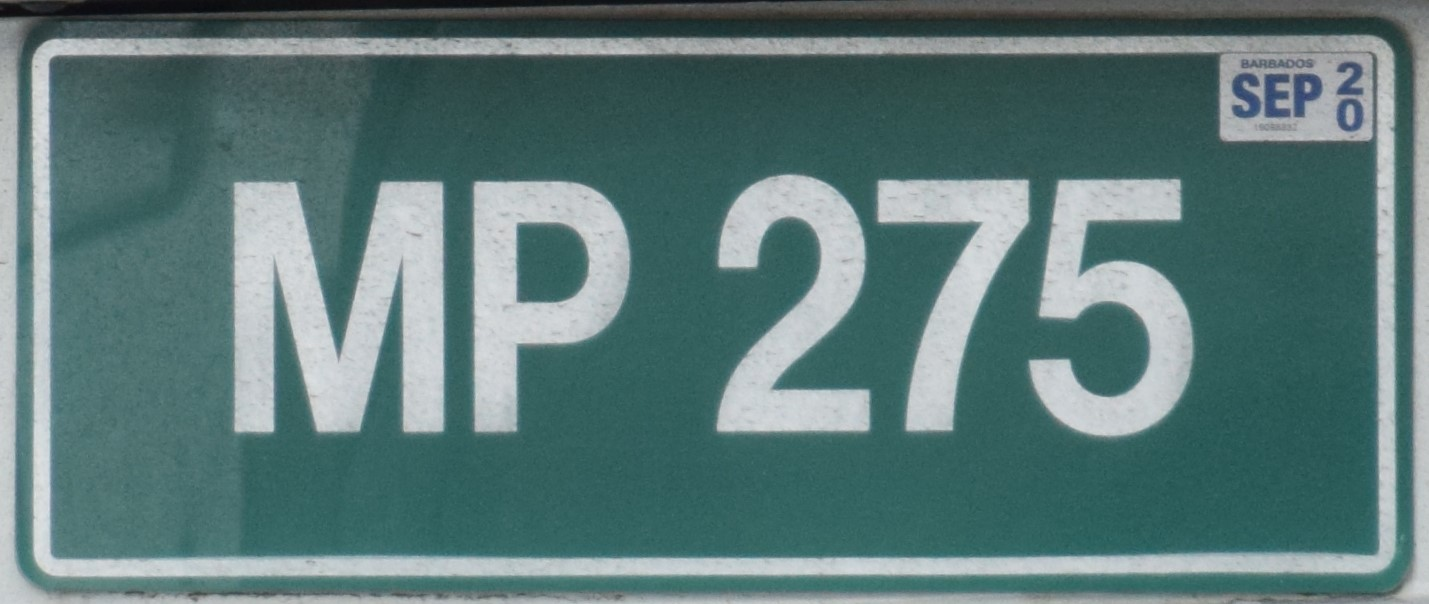
Targa di un veicolo governativo, in questo caso della Polizia.

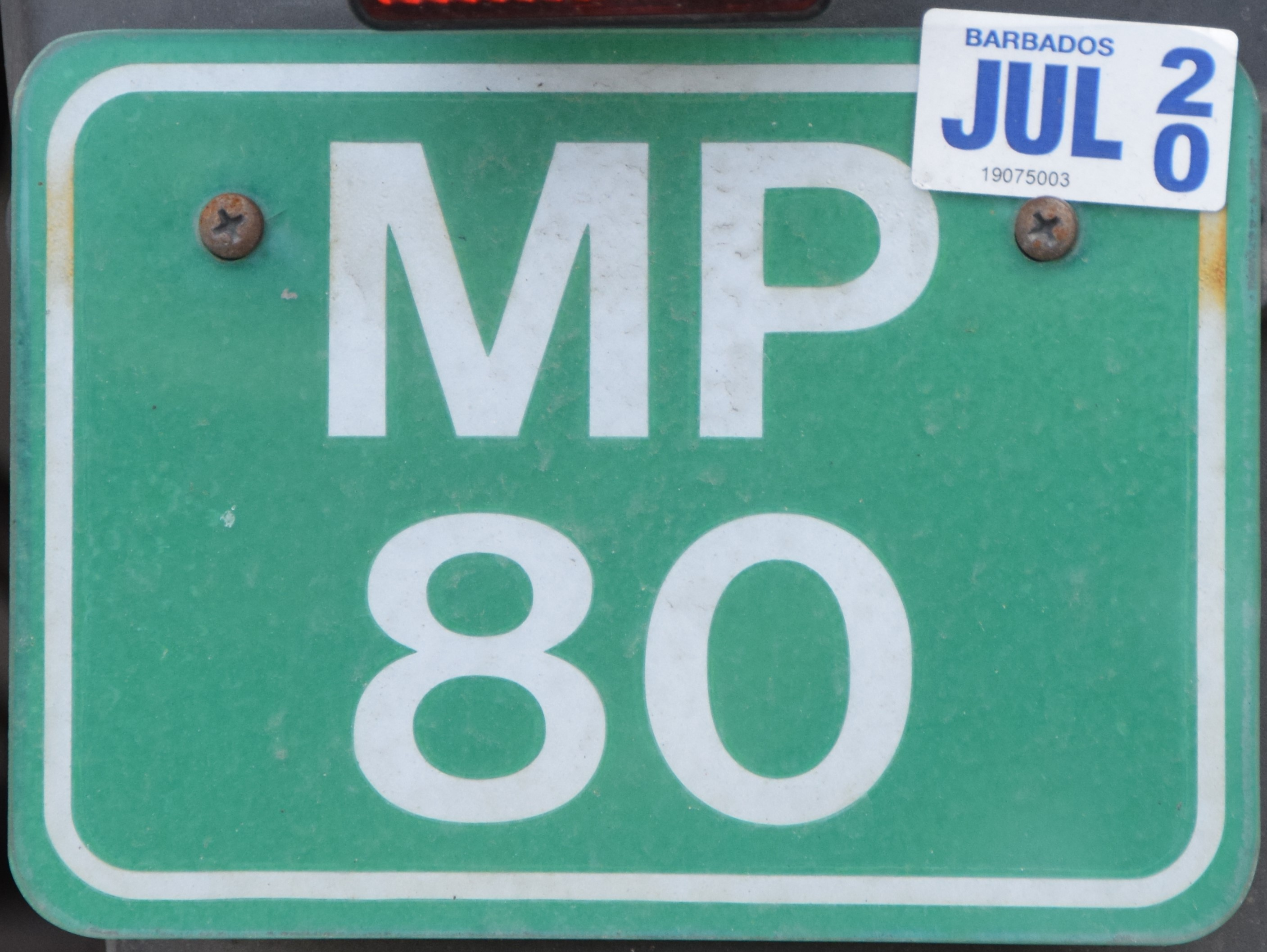
Targa di un motociclo della Polizia.

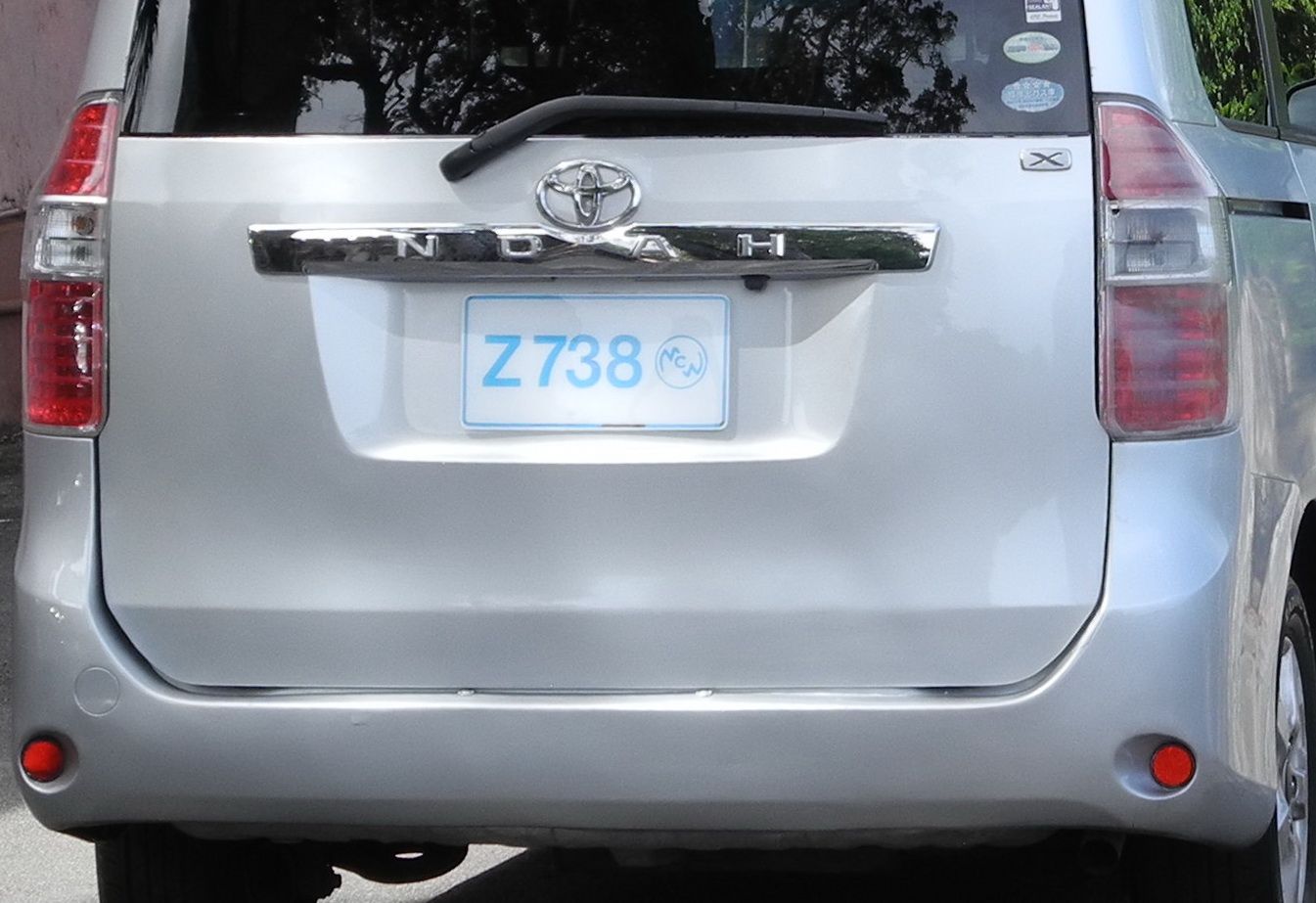
Targa con dimensioni nordamericane di un taxi

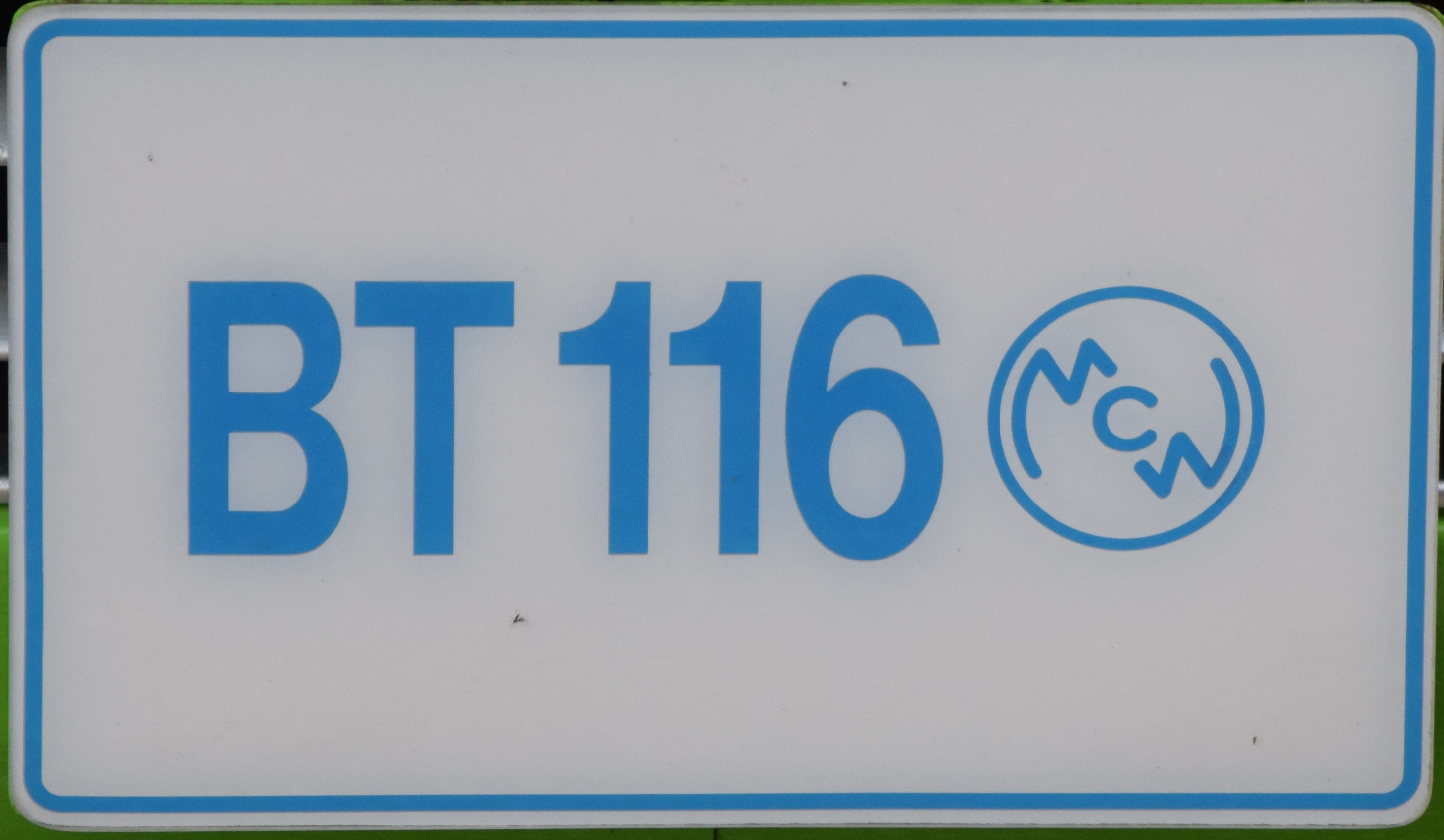
Targa di un bus turistico

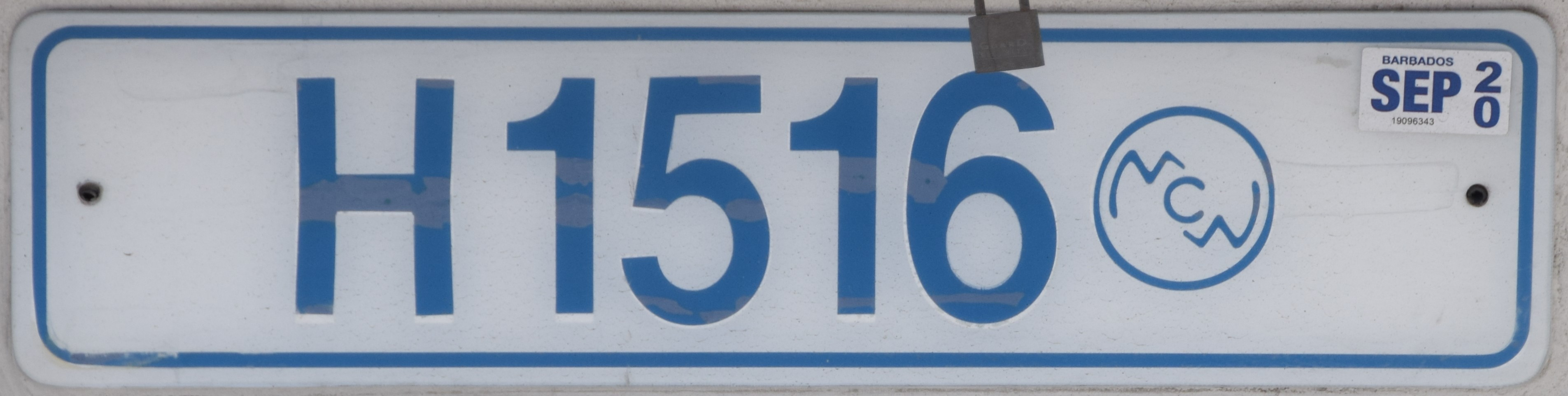
Targa di un veicolo a noleggio

- Motocicli: le targhe sono su due righe, nere con scritte bianche.

| MV 275 |

- Corpo diplomatico, corpo consolare: hanno fondo blu con testo e bordo giallo. La serie numerica è preceduta da CD.[4]
- Veicoli governativi: hanno fondo verde con testo bianco. La serie numerica è preceduta da MP per i membri del parlamento, agenzie statali, polizia, servizi civili oppure da ML per i veicoli di proprietà dei ministeri.
- Taxi: le targhe si distinguono per i caratteri blu su fondo bianco e per la sigla Z per taxi ordinari, ZM per "maxi-taxi" (che operano su linee prestabilite) e ZR per minibus o minivan privati o convenzionati che fungono da taxi condivisi.
- Autobus: le targhe sono uguali alle precedenti. La serie numerica è preceduta da B per minibus, BM per autobus in servizio pubblico di linea, BT per pullmann o autobus turistici.
- Noleggio e noleggio con conducente: bianche con scritta blu e sigla H (Hire) per veicoli a noleggio, rosse con scritta bianca e sigla HL (Hired Limousine) per limousine e altre auto con autista.
- Veicoli ufficiali del Governatore generale: i veicoli in questione non hanno targhe vere e proprie, ma presentano una corona (poiché il Paese fa parte del Commonwealth) in rilievo in campo nero.
- Targhe prova: bianche con testo rosso e sigla MO (Motor Dealer). Utilizzate dai concessionari prima della effettiva vendita e immatricolazione.
- Veicoli militari: nere con caratteri bianchi o argento come le targhe ordinarie (ma ancora più simili a quelle dei veicoli militari britannici), identificate dalla sigla D (Defense).